# شانون فلين
شانون فلين (بالإنجليزية: Shannon Flynn)‏ هي ممثلة بريطانية، ولدت في 22 أغسطس 1996 في روتشديل في المملكة المتحدة.

## وصلات خارجية
- شانون فلين على موقع IMDb (الإنجليزية)